# Nina Kost
Nina Kost (* 17. April 1995) ist eine Schweizer Schwimmsportlerin, spezialisiert auf die kurzen Freistilstrecken. Sie startete zuerst für Deutschland und seit 2018 für die Schweiz.
Kost wurde in der Schweiz geboren und wuchs in Deutschland in Heidelberg auf.
Bei den Deutschen Kurzbahnmeisterschaften 2015 in der Wuppertaler Schwimmoper gewann sie über 100 Meter Freistil ihren ersten Deutschen Meistertitel in 53,71 s vor Helen Scholtissek (54,25) und Annika Bruhn (54,28). Über 50 Meter wurde sie Zweite in 25,02 hinter Dorothea Brandt (24,27) und vor Kerstin Lange (25,16).
Die 100-Meter-Zeit bedeutete zugleich die Erfüllung der Norm für die Kurzbahneuropameisterschaften 2015 im israelischen Netanja, zu denen sie mit ihrem Freund, Kurzbahneuropameister 2013 Philip Heintz, als Debütantin fuhr. Sie platzierte sich dann im Halbfinale über 100 Meter Freistil in 54,24 auf Platz 15. In der deutschen 4-mal-50-Meter-Lagenstaffel reichte es zusammen mit Doris Eichhorn, Caroline Ruhnau und Alexandra Wenk in 1:47,53 min zu Platz sechs (Sieger Niederlande, 1:44,85). Und in der 4-mal-50-Meter-Lagen-Mixedstaffel sprang in 1:39,32 zusammen mit Jan-Philip Glania, Marco Koch und Alexandra Wenk sogar der fünfte Platz heraus (Sieger Italien, 1:38,33). Auch 2016 und 2017 wurde Kost Deutsche Meisterin.
Nina Kost hat per 1. August 2018 einen Nationenwechsel zur Schweiz vollzogen. Seit den European Championships 2018 startet sie für die Schweiz. Bei ihren ersten Schweizer Meisterschaft 2018 gewann sie sieben Titel. Die Studentin der Rechtswissenschaften wohnt in Winterthur.